# Parlamentswahl in Slowenien 1990
- SSS: 5
- SDP: 14
- LDS: 12
- DS: 8
- Sonst.: 2
- LS: 3
- ZS: 8
- SDZS: 6
- SKD: 11
- SLS: 11

Die Parlamentswahl in Slowenien 1990 fand am 8. April 1990 statt. Bei der Wahl wurden die Abgeordneten der Staatsversammlung bestimmt. Es handelte sich um die erste freie und demokratische Wahl Sloweniens innerhalb der Sozialistischen Föderativen Republik Jugoslawiens.
Alle Wahlberechtigten konnten über 78 der 80 Sitze in der Staatsversammlung entscheiden. Zwei Sitze waren für Vertreter der ungarischen und italienischen Minderheit reserviert.

## Wahlergebnis
Sieger der ersten freien Wahl wurde die Vereinigte Liste der Sozialdemokraten (SDP) mit 17,3 %. Damit wurde sie stärkste Partei im Parlament. Auf dem zweiten Platz landete die Liberaldemokratie Sloweniens (LDS) mit 14,5 %.
| Partei  | Partei                                      | Stimmen | Stimmen | Sitze |
| Partei  | Partei                                      | Anzahl  | %       | Sitze |
| ------- | ------------------------------------------- | ------- | ------- | ----- |
|         | Partei der demokratischen Erneuerung (SDP)  | 186.928 | 17,3    | 14    |
|         | Liberaldemokratie Sloweniens (LDS)          | 156.843 | 14,5    | 12    |
|         | Slowenische Christdemokraten (SKD)          | 140.403 | 13,0    | 11    |
|         | Slowenische Volkspartei (SLS)               | 135.808 | 12,6    | 11    |
|         | Demokratische Partei Sloweniens (DS)        | 102.931 | 9,5     | 8     |
|         | Grüne Sloweniens (ZS)                       | 95.640  | 8,9     | 8     |
|         | Sozialdemokratischer Bund Sloweniens (SDZS) | 79.951  | 7,4     | 6     |
|         | Sozialistische Partei Sloweniens (SSS)      | 58.082  | 5,4     | 5     |
|         | Liberale Partei (LS)                        | 38.269  | 3,5     | 3     |
|         | Minderheiten                                | —       | —       | 2     |
|         | Sonstige                                    | —       | 7,9     | —     |
| Gesamt  | Gesamt                                      | —       | 100,0   | 80    |
| Quelle: |                                             |         |         |       |